# 松田悟志
松田 悟志（まつだ さとし、1978年〈昭和53年〉12月16日 - ）は、日本の俳優、歌手、作詞家、アーティスト、司会者（MC）、声優、講師。身長181cm。大阪府大阪市平野区出身。ノースプロダクション所属。

## 来歴
1歳の誕生日には父がすでにおらず、母子家庭で育った。大阪府立東住吉高等学校、京都芸術短期大学卒業。大学ではファッションデザインを専攻していた。
1998年の第11回ジュノン・スーパーボーイ・コンテスト出場を切っ掛けに芸能界入り。翌年、WOWOWで放映されたテレビドラマ『天然少女萬NEXT-横浜百夜篇』にて俳優デビュー。
2002年、平成仮面ライダーシリーズ『仮面ライダー龍騎』で秋山蓮 / 仮面ライダーナイト役を演じ、初のレギュラー出演を果たした。放送終了後、次作の『仮面ライダー555』では顔出し出演はせず、クラブオルフェノクの声を担当した。
2004年、テレビ東京系『ヴァンパイアホスト』でテレビドラマ初主演。その後も『ケータイ捜査官7』、『ごくせん 第3シリーズ』、大河ドラマ『龍馬伝』、連続テレビ小説『てっぱん』などの有名ドラマにレギュラー出演している。
2015年10月25日、ブログで結婚を報告。2017年10月9日、ブログで第一子が誕生したことを報告した。自身の生い立ちから父親になるという感覚は人生において最も遠かったといい、第一子の誕生の際には「縁あって僕のもとに産まれて来てくれたまだ小さなこの命、大切に向き合って行きたいと思います」と語っている。2019年、第2子が誕生｡しかし、2020年8月12日に離婚した。
2021年8月2日、サンミュージックプロダクションを契約満了により退社した。同年10月1日、本人のTwitterにおいてノースプロダクション所属となったことが発表された。
2022年3月5日、松田悟志自身のオリジナル創作サークル「仮面の騎士」を設立。同人音楽サークル「幽閉カタルシス（幽閉サテライトの別名義）」との合体サークルとして活動を開始した。「自作本を手に全国の同人即売会を回って僕がみなさんに会いに行く」を活動目標とし、自叙伝的小説『仮面ライダーのなり方』、オリジナル小説『仮面の騎士』を頒布している。日本に留まらず、台湾など海外でのライブや即売会にも参加した。
また、コラボ楽曲として小説のテーマソングを幽閉カタルシスが制作。「幽閉サテライト」とも活動を共にし、ワンマンライブにゲスト出演や、漢の幽閉サテライト企画で東方Projectアレンジ楽曲を歌唱した。

## 人物
- 特技は絵を描くこと。色鉛筆画、ペン画、水彩画など、YouTube・個展・ぬり絵教室の講師・「プレバト！」などで多彩な才能を発揮しているが、イラストを1から描くのは実は苦手だったことから、お題のイラストを描いて観客に当てて貰うコーナーがファンクラブイベントや「松田センパイのリクエスト画廊(NATS LIVE)」での恒例となっている。趣味はサウナ（サウナスパプロフェッショナル、熱波師検定B取得）、ルアーフィッシング（主にバスとイカを釣っている）、読書。スポーツは水泳、バスケットボール（過去にマイチームあり）、ボルダリング[16]。
- 大阪弁と標準語を使い熟しており、関西人特有のツッコミ体質でありながら「心は熱く何でも一生懸命やる」性格[17]。『仮面ライダー龍騎』出演当時は髪を立てていたが、放送終了後から現在はナチュラルな髪型にしている。なお、二輪免許は持っていないが、2010年に普通自動車第一種運転免許[18]、2012年『ギアステーション』MC出演時期に二級小型船舶操縦士免許を取得している[19]。

### エピソード
- 短大在学中に三池崇史監督にスカウトされ、本格的に俳優を志す[20]。
- 芸名の「悟志」は俳優デビュー作の『天然少女萬NEXT-横浜百夜篇』で演じた役名から自ら希望した[20]。
- 北岡秀一 / 仮面ライダーゾルダ役で共演した小田井涼平によると、城戸真司 / 仮面ライダー龍騎役の最終オーデションに残っていた。
- その際、何らかの理由でオーディション中にも関わらず小田井に掴みかかり一旦退室はさせられたもののプロデューサーの武部直美の説得により無事合格したという[21]。
- 『仮面ライダー龍騎』において仮面ライダーナイト（変身後）のスーツアクターは伊藤慎が務めていたが、松田は「それぞれの役作りを尊重したい」として、伊藤とは役作りについて打ち合わせは一切しないようにしていたという。結果として、この方法は成功し、松田本人も「全く違和感が無かった、どこもかしこも。それくらい、秋山蓮と仮面ライダーナイトが完全にリンクしてた」と語っている[22]。
- 今でも『龍騎』に出演したことを誇りに思っており、当時の事務所から今後の活動のための話し合いとして、自身のプロフィールに『仮面ライダー龍騎』の経歴を消すか消さないかで確認を取られ、当然消したくないという答えを出し、事務所側から「ずっと仮面ライダーと言われるかもしれないけどいいの？」と返答されても自分の歴史であり財産と捉え、それを凌ぐような仕事をとれなかったらそこまでという男気を見せ、それを仮面ライダーディケイドに変身する主人公の門矢士を演じた井上正大は、それを聞いて感激していた[要出典]。
- 『ヴァンパイアホスト』の撮影で頭を怪我した際、頭の怪我の血だけでなく、撮影の際に使用した血のりも一緒についていたため、医者が「電話で聞いた症状と違う」と言って驚いていたと『ダウンタウンDX』に出演した際に語っている。
- 熱帯魚愛好家で、ハイギョや大型ナマズなどの飼育歴あり。『月刊アクアライフ』2008年12月号において、同誌の年末恒例特集である「マイアクアリウムスタイル」で紹介された。
- インドホシガメ（名前は虎蔵、メス）と2024年5月現在も同居中。過去にはヒゲコノハカメレオンをオスとメス1匹ずつ、ニシアフリカトカゲモドキも飼っていた[23]。
- 2016年12月、京都でのドラマ撮影の休日に、妻とイオン久御山店へ買い物に行っていた際、レジに並んでいた松田の妻が突如悲鳴をあげたため、駆けつけると、盗撮被害にあったと訴え、逃走した犯人を約100メートル追いかけた末に店外の駐車場で取り押さえ、警察に引き渡した。その後、報道メディアで「痴漢にライダーキック！」と書かれていたが、実際は背後から組みつく形で取り押さえたため、「それほど怪我はない」と松田はコメントしている。 また、この事件で逮捕された容疑者は、2007年10月に京都市内のマンションに押し入り、寝ていた女性に刃物を突き付け、暴行を加えた事件を起こしていたことが判明し、2017年3月に公訴時効が成立する7か月前に強姦などの罪で逮捕された。
- 2019年3月31日に仮面ライダージオウ スピンオフ PART2『RIDER TIME 龍騎』で、16年ぶりに秋山蓮 / 仮面ライダーナイトを演じた。ジオウの2号ライダーの仮面ライダーゲイツに変身する明光院ゲイツとは容姿や性格などが非常に似ているとファンの間で話題になり、本作品でようやく共演することができ、X（旧Twitter）でゲイツ役を演じた押田岳との2ショットを投稿し[24]、それがトレンド入りになった[要出典]。
- 一時期、X（旧Twitter）のアイコンは『ちいかわ』に登場するキャラクター「ハチワレ」と『仮面ライダー龍騎』の自身の役「秋山蓮」をモチーフとした非公式のファンアート「ハチワ蓮」に変身していた（アカウント名は「松田悟志（ハチワ蓮に変身中）」）。X（旧Twitter）の不具合によってアカウント名の変更ができない期間があり、「ハチワ蓮」のままになってしまった。後に変更が可能になったが、しばらくそのままにしていた（経緯は脚注より[25]）。
- 「さとべぇ」…松田悟志公式キャラクター。蝙蝠姿をしている。イラストレーターが描いたものと、松田悟志自身が描いたもの、「ご当地さとべぇ」シリーズなどがある。

## 出演

### テレビドラマ
- 天然少女萬NEXT-横浜百夜篇（1999年11月25日・26日、監督：三池崇史、WOWOW） - サトシ 役
- 多重人格探偵サイコ 雨宮一彦の帰還（2000年5月3日、監督：三池崇史、WOWOW）- 上野達也 役
- 月曜ドラマスペシャル「税務調査官・窓際太郎の事件簿6」（2001年2月5日、TBS） - 小池 役
- 10-NIGHT STORYS（2001年4月30日 - 5月30日、JFN系列 全12局ネット）
- D-TODAY「OLポリス2001」（2001年10月5日、日本テレビ）
- 女と愛とミステリー「優しい脅迫者」（2001年10月24日、テレビ東京） - 加藤和哉 役
- 恋を何年休んでますか 第5話（2001年11月16日、TBS）
- 日本テレビシナリオ登龍門 大賞受賞作品「青と白で水色」（2002年12月1日、日本テレビ） -  柳沢悟 役
- 女と愛とミステリー「警察医・花井吾朗殺人カルテ」（2002年2月20日、テレビ東京） - 黒沢大樹 役
- 仮面ライダーシリーズ
  - 仮面ライダー龍騎（2002年2月3日 - 2003年1月19日、テレビ朝日） - 秋山蓮 / 仮面ライダーナイト 役[26]
    - 仮面ライダー龍騎スペシャル 13RIDERS（2002年9月19日） - 秋山蓮 / 仮面ライダーナイト 役

  - 仮面ライダー555 第42話（2003年11月23日、テレビ朝日） - クラブオルフェノクの声 役（友情出演）
- 恋は戦い!（2003年1月16日 - 3月13日、テレビ朝日） - 矢野 役
- ドゥニチラヴ episode6 週末シャンプー（2003年2月19日 - 、テレビ東京 他） - 桜井健児 役
- ひと夏のパパへ（2003年7月2日 - 9月3日、TBS） - 柴田ジュン 役
- テレビ愛知 20周年記念特別番組「あかね空」（2003年9月15日、テレビ東京） - 榮太郎 役
- 子連れ狼2 第15話（2003年11月24日、テレビ朝日） - 香取新之助 役
- 21世紀新人シナリオ大賞ドラマ「3時のおやつ」（2004年1月9日、テレビ朝日） - 横地茂 役
- ヴァンパイアホスト（2004年4月4日 - 6月28日、テレビ東京） - 主演・蘇芳 役
- アフリカのツメ 第2話（2004年4月8日、日本テレビ） - 唐崎慎一 役
- オレンジデイズ 第1話（2004年4月11日、TBS） - 学生 役
- 負け犬女の壁!（2004年6月23日、TBS） - 森山慎太郎 役[27]
- MBSドラマ30 虹のかなた（2004年8月2日 - 10月1日、MBS、TBS系列） - 中野健一 役[28]
- 月曜ミステリー劇場「血痕」（2004年8月30日、TBS） - 杉山博史 役
- ホットマン2（2004年10月7日 - 12月23日、TBS） - 小田切達也 役
- 30minutes（2004年12月11日、テレビ東京） - 赤ゼロジャー 役
- 冬の輪舞（2005年1月6日 - 4月1日、フジテレビ） - 原田（大丸）新太郎 役
- 月曜ミステリー劇場「女金融道2」（2005年5月16日、TBS） - 宮本良太 役
- NHKよるドラ「笑う三人姉妹」（2005年5月16日 - 6月16日、NHK） - 佐野太郎 役
- TBSドラマ30「ヤ・ク・ソ・ク」（2005年5月30日 - 7月29日、制作・MBS、TBS系） - 西園寺 役
- 水曜ミステリー9「信濃のコロンボ事件ファイル10・杜の都殺人事件」（2006年1月11日、テレビ東京） - 青木俊彦 役
- 土曜ワイド劇場「おばはん刑事!流石姫子ファイナル」（2006年8月26日、テレビ朝日）
- 夜王〜YAOH〜（2006年1月13日 - 3月24日、TBS） - 哲也 役
- アキハバラ@DEEP（2006年6月19日 - 8月25日、TBS） - 遠阪直樹 役
- 怨み屋本舗 第4話（2006年、テレビ東京） - 佐倉真治 役
- 逃亡者 おりん 第3話（2007年、テレビ東京） - 茂平 役
- 火曜ドラマゴールド「潜入刑事 らんぼう2」（2007年2月6日、日本テレビ） - 山岡英夫 役
- Good Job〜グッジョブ（2007年3月26日 - 3月30日 関東のみ3月31日、全5話、NHK総合） - 八木拓也 役
- NHK木曜時代劇 夏雲あがれ 第1回「旅立ちのとき」（2007年6月7日、NHK）- 渡辺辰之進 役[29]
- 鬼嫁日記 いい湯だな シーズン2 第10話「私は罪な人妻なのよ!!」（2007年6月19日、関西テレビ、メディアミックスジャパン、フジテレビ系列） - 田辺 役[30]
- サンシャイン デイズ（2007年8月26日 - 12月9日、全12話、テレビ神奈川） - 柿山錦之助 役・レギュラー
- 金曜プレステージ「法の庭」（2007年8月17日、フジテレビ） - 上村治 役
- パセリ（2007年10月5日 - 12月、テレビ神奈川） - 都筑翔太 役
- 相棒 Season6 第6話「この胸の高鳴りを」（2007年11月28日、テレビ朝日） - 丹野翔平 役
- 水曜ミステリー9「ドクター・ヨシカの犯罪カルテ2」（2007年12月5日、テレビ東京） - 杉本徹平 役
- 土曜ワイド劇場 検事・朝日奈耀子シリーズ（2008年1月12日 - 、テレビ朝日） - 立川正人 役
- ケータイ捜査官7（2008年4月2日 - 2009年3月18日、テレビ東京） - 桐原大貴 役
- 金曜プレステージ「ハマの静香は事件がお好き episode5」（2008年4月25日、フジテレビ） - 小田切雅也 役
- ごくせん 第3シリーズ（2008年5月31日 - 6月28日、日本テレビ） - 郷田隆次 役
- セレブと貧乏太郎 第1話（2008年10月14日、フジテレビ） - 上岡翔 役
- ドラマスペシャル 暴れん坊将軍（2008年12月29日） - 佐助 役
- Q.E.D. 証明終了（2009年1月8日、NHK総合） - 諸川静夫 役
- 神の雫（2009年1月 - 3月、日本テレビ）
- スマイル（2009年4月17日 - 6月26日、TBS） - 甲斐亮二 役
- ハンチョウ〜神南署安積班〜 シーズン1 File.2 （第2話）「被害者」（2009年4月20日、パナソニックドラマシアター、TBS） - 高野哲雄 役[31][32]
- LOVE GAME（2009年4月30日、日本テレビ・読売テレビ） - 高見沢 役
- BOSS（2009年5月21日、フジテレビ） - 増岡剛 役
- 科捜研の女（テレビ朝日）
  - SEASON 9 第3話（2009年7月16日） - 本多誠 役
  - SEASON 19 第9話（2019年7月11日） - 園崎乙弥 役
- NHK大河ドラマ 龍馬伝（2010年、NHK） - 土方歳三 役
- 月曜ゴールデン「無敵のおばさん小早川千冬・正義の事件簿」（2010年6月28日、TBS） - 坂口智也 役[33]
- 土曜ワイド劇場「森村誠一の終着駅シリーズ 新宿着あずさ22号の殺人同乗者!!」（2010年7月31日、テレビ朝日） - 浅川真 役
- 連続テレビ小説「てっぱん」（2010年10月 - 2011年4月、NHK大阪） - 根本孝志 役
- 美咲ナンバーワン!! 第5話（2011年2月9日、日本テレビ） - 難波修司 役
- 京都地検の女 第7シリーズ 第6話（2011年8月25日、テレビ朝日） - 前原信二 役
- 秘密諜報員 エリカ 第1話（2011年10月6日、日本テレビ・読売テレビ） - 速水俊 役
- 月曜ゴールデン「北海道警察 巡査の休日」（2011年10月24日、TBS） - 渡辺秀明 役
- BS時代劇「塚原卜伝」（2011年11月、NHK BSプレミアム / 2013年1月24日、NHK総合） - 玉造常陸介 役
- てっぱん 番外編「イブ・ラブ・ライブ」（2011年12月24日、NHK大阪） - 根本孝志 役
- ドラマスペシャル「SP〜警視庁警護課II」（2012年3月3日、テレビ朝日） - 栗本要平 役
- 春のヒューマンドラマSP「奇跡のホスピス」（2012年3月28日、TBS・毎日放送）
- 確証〜警視庁捜査3課（2013年4月 - 6月、TBS） - 苅田浩 役
- 北海道警察2 笑う警官（2013年7月29日、TBS） - 渡辺英明 役
- 新・御宿かわせみ（2013年9月16日、時代劇専門チャンネル） - 畝源太郎 役
- 雲霧仁左衛門（2013年10月 - 11月、NHK BSプレミアム） - 高瀬俵太郎 役
  - 雲霧仁左衛門2（2015年2月 - 3月）
  - 雲霧仁左衛門3（2017年1月 - 2月）
- ダンダリン 労働基準監督官 第9話（2013年11月27日、日本テレビ） - 梶川徹 役
- 鼠、江戸を疾る 第8話・最終話（2014年3月13日・20日、NHK） - 弓八 役
- 55歳からのハローライフ 最終話（2014年7月12日、NHK） - 久保田 役
- ST 赤と白の捜査ファイル 第4話（2014年8月6日、日本テレビ） - 阿久津昇観 役
- おそろし〜三島屋変調百物語〜（NHK BSプレミアム） - 良助 役
  - 第3話（2014年9月13日）
  - 最終話（2014年9月27日）
- 土曜ドラマ「ボーダーライン」 第3話・第4話（2014年10月18日・25日、NHK） - 本田裕之 役
- 北海道警察3 人質（2014年11月3日、TBS） -  北海道警察大通署刑事課 巡査 渡辺秀明 役
- 秋田発地域ドラマ「ザ・ラスト・ショット」（2014年11月19日、NHK BSプレミアム） - 北大路巽 役
- 松本清張ミステリー時代劇 第3話「七種粥」（2015年5月5日、BSジャパン） - 宗太 役
- 木曜時代劇「まんまこと〜麻之助裁定帳〜」第3話（2015年7月30日、NHK） - 水元又四郎 役
- 水曜ミステリー9「嫌われ監察官 音無一六3 〜警察内部調査の鬼〜」（2016年2月24日、テレビ東京） - 警視庁湾岸北警察署刑事課巡査部長 高崎邦茂 役・ゲスト
- 放送90年 大河ファンタジー「精霊の守り人」（2016年3月16日 - 2018年1月、NHK） - ジン 役
- ＢＳプレミアムよるドラマ「最後のレストラン」第3皿・第4皿（2016年5月10日・17日、NHK） - 土方歳三 役
- 女たちの特捜最前線 第1話（2016年7月21日、テレビ朝日） - 吉崎俊二 役
- 昔話法廷「アリとキリギリス裁判」（2016年8月3日、NHK Eテレ） - アリ（藤尾勘太郎・声の出演） 役[34]
- 三屋清左衛門残日録（BSフジ、時代劇専門チャンネル）- 又四郎 役・レギュラー
  - 完結篇（第2作、初回放送2017年2月11日）
  - 三十年ぶりの再会（第3作、第8回衛星放送協会オリジナル番組アワード大賞受賞作品、初回放送2018年2月3日）[35]
  - 新たなしあわせ（第4作、初回放送2020年3月14日）
  - 陽の当たる道（第5作、初回放送2021年9月20日）
  - あの日の声（第6作、ドイツ・ワールドメディアフェスティバル2023 エンターテインメント部門金賞受賞作品、初回放送2023年1月14日）
  - ふたたび咲く花（第7作、初回放送2023年12月10日）[36]
  - 春を待つこころ（第8作、初回放送2025年3月8日）[37]
- ソースさんの恋（2017年6月 - 7月、NHK BSプレミアム） - 白鳥新二 役
- 月曜名作劇場「犯罪資料館 緋色冴子シリーズ2」（2017年7月10日、TBS） - 秋田周作 役
- 先に生まれただけの僕 第8話・第9話（2017年12月2日・9日、日本テレビ） - 熱川翔 役
- リピート〜運命を変える10か月〜（2018年1月 - 3月、読売テレビ） - 久瀬一樹 役
- 最後の晩ごはん（2018年1月 - 3月、BSジャパン） - 五十嵐一憲 役
- 日曜ワイド「越後純情刑事・早乙女真子」（2018年1月28日、テレビ朝日） - 横山和也 役
- 警視庁・捜査一課長 season3 第4話（2018年5月3日、テレビ朝日） - 竹中幸助 役
- くノ一忍法帖 蛍火 - 柳沢吉保 役
- 駐在刑事 第1話（2018年10月19日、テレビ東京） - 松永吾郎 役[38]
- 剣客商売（2018年12月21日、フジテレビ） - 加藤勝之助 役
- ベビーシッター・ギン! 第4回「仕事か子供か? 女社長の奇妙な冒険」（2019年7月21日、NHK BSプレミアム） - 木島聡 役
- ポリス×戦士 ラブパトリーナ! 第7話（2020年9月6日、テレビ東京） - マグレ十郎 役
- 必殺仕事人（2022年1月9日、ABCテレビ・テレビ朝日） - 坂口勝之助 役[39]
- 先輩、断じて恋では!（2022年6月17日 - 8月12日、毎日放送 他） - 今泉俊介 役[40]
- サウナぼっち。 私とサウナと熱波師と（2022年9月 - 、RCCテレビ）
- 正義の天秤 Season2 第3話（2023年5月20日、NHK総合） - 坂巻真吾 役
- 正直不動産2（2024年1月9日 - 3月12日、NHK総合・NHK BSプレミアム4K） - 黒須圭佑 役[41]

### 映画
- 仮面ライダーシリーズ
  - 仮面ライダー龍騎 EPISODE FINAL（2002年8月17日公開） - 秋山蓮 / 仮面ライダーナイト 役
  - 仮面ライダーギーツ×リバイス MOVIEバトルロワイヤル（2022年12月23日公開） - 秋山蓮 / 仮面ライダーナイト 役[42]
- メシア〜伝えられし者たち〜（2004年1月10日公開） - 主守龍示 役
- 疾風-Basement Fight-（2004年3月20日公開） - 相川圭介 役
- Scracth!（2004年6月5日公開） - 新城卓也 役
- 集団殺人クラブ GROWING（2004年7月3日公開） - ミキの父 役
- 電車男（2005年6月4日公開） - 同僚 役
- 一生の?お願い（2005年10月15日公開、監督：松村清秀） - 主演・広瀬圭介 役
- 変身（2005年11月19日公開、監督：佐野智樹） - 京極瞬介 役
- 大きな古時計（2006年1月14日公開） - 主演・西野耕平 役
- TAKI 183（2006年1月28日公開） - アイドル 役
- クール・ディメンション（2006年7月1日公開） - 週刊ハンティング編集部記者 木村浩司 役
- アザーライフ（2006年10月28日公開） - 日向直之 役
- 椿山課長の七日間（2006年11月18日公開） - 純一 役
- サンシャイン デイズ 劇場版（2008年5月31日公開、ゼアリズエンタープライズ、監督：喜多一郎）- 柿山錦之助 役[43]
- 春琴抄（2008年9月27日公開、ビデオプランニング、監督：金田敬） - 利太郎 役
- 252 生存者あり（2008年12月6日公開） - 青木一平 役
- やさしい旋律（2008年12月20日公開、監督：KAZUTAKA） - 榊賢斗 役
- Blood（2009年4月公開、ゼアリズエンタープライズ、監督：下山天） - 横地 役
- 神様ヘルプ!（2010年8月7日公開、ゴー・シネマ、監督：佐々木詳太） - 西条勝 役
- ドブネズミのバラード（2010年11月19日、GPミュージアム） - 主演・瓜田純士 役
- メサイア（2011年10月15日公開、ファントム・フィルム、監督：金子修介） - 一嶋晴海 役
- グランドシネマ 坂東玉三郎 日本橋（2014年3月20日TOHOシネマズ日本橋先行公開、3月21日全国公開、松竹）- 葛木晋三 役[44]
- 天空の蜂（2015年9月12日公開、松竹、監督：堤幸彦） - 植草 役
- 牙狼〈GARO〉-月虹ノ旅人-（2019年10月4日公開、東北新社、監督・脚本：雨宮慶太） - 仮面の男・白孔 役
- HE-LOW THE FINAL（2022年5月27日公開）※友情出演
- 大きな古時計 劇場版（2022年12月16日公開、ベンテンエンタテインメント、監督：小林宏治） - 主演・西野耕平 役

### Webドラマ
- HAPPY BLOOD!?（2001年8月31日 - 12月31日） - 稲垣征矢 役
- 人力 JINRIKI（2001年10月12日 - 2002年1月31日） - 刑事 役
- 渋谷マニア 「アカツキ〜Aka Tuki」（2002年10月末） - 醍葉月光 役
- サバビアン（2003年4月15日 - ） - アマロ 役
- 仮面ライダージオウ スピンオフ PART2『RIDER TIME 龍騎』（2019年3月31日 - 4月14日、ビデオパス） - 秋山蓮 / 仮面ライダーナイト 役[26]
- 死神さん（2021年9月17日より配信、全6話、Hulu） - 第3話、第6話
- 華衛士F8ABA6ジサリス（2023年5月17日 - 7月23日、YouTube） - ラドキーパー 役[45]

### オリジナルビデオドラマ
- あ・キレた刑事 パート1（2001年7月13日、東映Vシネマ） - 望月史郎 役[46]
- 仮面ライダー龍騎ハイパーバトルビデオ 龍騎vs仮面ライダーアギト（2002年、小学館「てれびくん」応募者全員プレゼント） - 秋山蓮 / 仮面ライダーナイト 役
- 裁き屋（2005年08月27日、松竹ホームビデオ）
  - 裁き屋 I 汚れた天使
  - 裁き屋 II 片翼の天使[47]
- 「一生の？お願い」メイキングDVD / アザーストーリー「デートに向かうまでの一考察」（2005年10月15日、エバーグリーンプロジェクト） - 主演 広瀬圭介 役
- ガチバン5 竜虎炎上（2009年9月18日、AMGエンタテインメント株式会社） - 赤城万太 役[48]

### 舞台
- 劇団たいしゅう小説家 第8回公演 「Hi!Jack!!〜やぁ!ジャックさん!!〜」（2005年7月23日 - 31日、作：井上敏樹、演出：佐藤健光、東京芸術劇場小ホール2） - 主演[49]
- 同期の桜〜君にめぐり逢いたい〜（2006年4月20日 - 4月24日、九段会館大ホール） - 日野 肇 役
- アンラッキーパンプキンズ（劇団スーパー・エキセントリック・シアター Chemical reaction プロジェクト）（2006年5月11日 - 14日、全6公演、新宿シアターサンモール）
- 人生最良みたいな〜!日? 〜葬儀と結婚式が同じ日に?!〜（2007年4月29日 - 5月6日） - 主演
- スモーキング・ガレージ 〜ふぞろいな♂たち〜（劇団スーパー・エキセントリック・シアター Chemical reaction プロジェクト）（2008年2月22日 - 26日） - 主演
- RUN〜ベイブルース25歳と364日〜（2011年11月3日 - 5日） - 河本 栄得 役[50]
- ふるあめりかに袖はぬらさじ（松竹株式会社） - 藤吉 役
  - （2012年5月3日 - 6日、御園座）
  - （5月12日 - 27日、京都四条南座）
  - （9月28日 - 10月21日、24公演、赤坂ACTシアター）[51]
- 坂東玉三郎特別公演 日本橋（2012年12月3日 - 26日、日生劇場、松竹株式会社） - 葛木 晋三 役
- 歌手生活30周年 藤あや子特別公演 第一部『明治一代女』（2017年9月3日 - 9月30日、明治座） -  沢村 仙枝 役[52][53]
- 暗くなるまで待って - サム 役
  - （2019年1月25日 - 2月3日、サンシャイン劇場）
  - （2月8日 - 10日、兵庫県立芸術文化センター阪急中ホール）
  - （2月16日 - 17日、ウインクあいち）
  - （2月23日 福岡市民会館大ホール）[54][55][56]
- 未来記の番人（全26公演、松竹株式会社） - 早瀬 士郎左 役
  - （2021年3月12日 - 21日、15公演、新橋演舞場）
  - （3月27日、日本特殊陶業市民会館）
  - （3月30日、久留米シティプラザ）
  - （4月3日 - 11日、9公演、大阪松竹座）[57]
- 朗読劇 青空（方南ぐみ企画公演朗読劇、日替わりキャスト）（2022年11月5日、2公演、博品館劇場） - 語り部 役
- Café de 金剛（松田悟志×劇団ノーティーボーイズ ACT23）（2022年11月8日 - 11月13日 全10公演、中野坂上ハーモニーホール） - 主演 優ニ / 哲平 役、原案：松田悟志、企画：松田悟志/（株）ノーティーボーイズ
- 朗読劇 ハイエナ（方南ぐみ企画公演朗読劇 おさんぽ、日替わり公演）（2023年2月2日、1公演、俳優座劇場）
- 丸山家の秘密（劇団クロックガールズ・第16回公演）（2023年2月21日 - 2月26日 全9公演、ウエストエンドスタジオ） - 主演 丸山浩輔（丸山家長男）役
- 〜I am me！〜ワッショイ！（演劇ユニットBlue bee主催） - 秋山透 役
  - 大阪特別公演（2023年3月21日 - 3月23日 全5公演、大阪 HEP HALL）
  - 成田市青少年劇場公演（12月10日、全1公演、成田国際文化会館大ホール）
- 中村雅俊芸能生活50周年記念公演『どこへ時が流れても〜俺たちのジュークボックス〜』（2024年6月2日 - 18日、明治座） - 一之瀬 健司 役[58][59]
- 星列車で行こう（全47公演、松竹株式会社） - 次郎 役
  - （2024年7月27日 - 8月19日、南座）
  - （8月23日 - 26日、御園座）[60]
- 朗読劇 青空（方南ぐみ企画公演朗読劇、日替わりキャスト）（2025年2月4日、1公演、俳優座劇場）- 語り部 役[61][62]
- キズ絆 KIZU-BAN（劇団ノーティーボーイズ25周年第一弾、ACT.26）（2025年2月25日 - 3月2日、全10公演、中野坂上ハーモニーホール） - 主演 金山 仁 役[63][64]
- MIANEYO〜FINAL〜（2025年7月9日 - 7月13日、全8公演、あうるすぽっと、株式会社あるひ）- 地曳正臣 役[65]
- 松竹創業130周年 星列車で行こう（再演版、全41公演、松竹株式会社）[66][67]
  - （2025年10月4日 - 26日予定、27公演、新橋演舞場100周年作品）[68]
  - （2025年10月30日 - 11月9日予定、14公演、大阪松竹座）[69]
- LOCK,STOCK&BARREL（劇団ノーティーボーイズ 25周年第三弾、ACT28）（2025年12月9日 - 12月14日予定、中野坂上ハーモニーホール）- 金山 仁 役[70]

### テレビアニメ
- ポンキッキーズ21 アニメ 「シトラスタウン」（2004年11月6日 - 、フジテレビ） - ファレーヌ 役

### OVA
- 僕は妹に恋をする（2004年 - 2005年、小学館） - 結城頼 役

### 吹き替え
- KAMEN RIDER DRAGON KNIGHT（2009年） - レン / 仮面ライダーウイングナイト〈マット・マリンズ〉 役

### ゲーム
- PlayStation 仮面ライダー龍騎（2002年11月28日、PS、バンダイ） - 仮面ライダーナイト 役[71]
- 乙女的恋革命★ラブレボ！！（2006年1月26日発売・ベスト版 2010年11月18日発売、PS2、インターチャネル） - サトシ 役 / エンディングテーマ『 Destiny 』歌 - 松田悟志[72]
- ケータイ捜査官7 DS バディシークエンス（2009年3月26日、画像のみ・全キャスト音声無し、DS、株式会社5pb.）- 桐原大貴 役[73][74]
- 仮面ライダー45周年記念作品 『 仮面ライダー バトライド・ウォー創生』（2016年2月25日発売、PS4・PS3・PS Vita、バンダイナムコエンターテインメント） - 仮面ライダーナイト 役[75][76]
- 仮面ライダー ストームヒーローズ 新たなる覚醒（2015年12月1日リニューアル - 2016年10月4日終了、Android・iOS、バンダイナムコエンターテイメント） - 仮面ライダーナイト 役[77]
- 仮面ライダー トランセンドヒーローズ（2016年10月5日ストームヒーローズよりリニューアル - 2017年8月31日配信終了、Android・iOS、バンダイナムコエンターテイメント） - 仮面ライダーナイト 役[78][79]
- オール仮面ライダー ライダーレボリューション（2016年12月1日発売、3DS、バンダイナムコエンターテイメント） - 仮面ライダーナイト 役[80]
- 仮面ライダーバトル ガンバライジング ボトルマッチ2弾（2017年11月22日稼働 - 2023年春 稼働終了、アーケード、バンダイ） - 仮面ライダーナイト 役[81][82]
- 仮面ライダー ブットバソウル（2018年、アーケード） - 秋山蓮 / 仮面ライダーナイト、クラブオルフェノク 役[83]
- 仮面ライダーバトル ガンバレジェンズ（2023年3月23日稼働[84]、前作ガンバライジングより継続[82]、3弾（2023年9月28日稼働、アーケード、バンダイ） - 仮面ライダーナイト 役[85][86]
- 百英雄伝（2024年4月23日発売、Epic Store、GOG、Game Pass、Nintendo Switch、PS4、PS5、Steam、XBOX One、XBOX Series XIS） - ロアン 役[87]

### DVD
- colors（2002年12月4日、ポニーキャニオン）

### ラジオ
- 松田悟志の10分クッキング（2003年6月3日 - 、東海ラジオ）
- 青春アドベンチャー（NHK-FM）
  - 「神去なあなあ日常」（2010年9月20日 - 10月1日、全10話） - 飯田ヨキ 役[88][89]
  - 「放課後はミステリーとともに『探偵部への挑戦状』」（2014年5月12日 - 23日） - 八ツ橋先輩 役[90]
  - 「さいごの毛布」（2014年10月27日 - 11月7日）[91]
  - 「七帝柔道記」（2016年5月30日 - 6月10日） - 沢村誠二 役[92]
  - 「優しい死神の飼い方」（2022年7月11日 - 22日） - 死神・レオ 役[93]
- FMシアター（NHK-FM）
  - 「海電（UMIDEN）」（2011年5月28日）[94]
  - 「ニンに合わない」（2012年9月1日） - 燕家ブン太 役[95]
  - 「幸福な毎日」（2013年12月7日）[96]
  - 「宇宙の下、みかんの島で」（2015年12月12日） - 達也 役[97]
  - 「尋ね人」（2016年5月7日） - 大橋籘一郎 役[98]
  - 「灰色のカンバス」（2018年6月2日）[99]
  - 「コンクリートの夢」（2021年12月4日）[100]
- SOUNDS OF STORY〜ASADA JIRO LIBRARY〜 「歩兵の本領」（2013年3月15日、J-WAVE）[101]
- すっぴん!（2013年4月1日 - 2015年3月16日、NHKラジオ第1） - 月曜日パーソナリティ
- 森下仁丹 presents バイオRadio!（Kiss FM KOBE）- ゲスト
  - （2021年12月18日）[102]
  - （2021年12月25日）[103]
  - （2022年7月16日）
  - （2022年7月23日）[104]
  - （2025年2月22日）
  - （2025年3月1日）[105]
- THE MAGNIFICENT FRIDAY（2024年8月9日、FM COCOLO、radiko） - ゲスト[106]
- ガウラジ（2025年7月5日生放送予定、コミュニティFM）- パーソナリティ[107]
- 松田悟志のさとべぇRADIO♪（2024年8月5日 - 毎日配信中、音声SNSアプリ stand.fm） - パーソナリティ[108]

### CM
- 公共広告機構 中四国地域キャンペーン 「なんで? 気持ちいいんだ。」（2002年、制作・電通西日本、テレビ / ラジオ / 新聞、中四国エリア）（第24回広島広告企画制作賞 金賞〈電波部門ラジオの部〉）[109]
- 資生堂 エリクシール シュペリエル 「吹石さん流す篇」他（2009年3月1日）[110]
- 花王 メンズビオレ スーパースクラブ洗顔「自分にあった、洗顔料使ってる？」（2009年10月）[111]
- 敦賀断熱工業「新卒・キャリア採用募集」（2025年4月8日、福井テレビ、敦賀断熱工業株式会社）[112]

### 玩具
- COMPLETE SELECTION MODIFICATION V BUCKLE（2018年12月） - 秋山蓮 / 仮面ライダーナイト 役
- CSM Vバックル 4大仮面ライダーセット（2024年11月） - 秋山蓮 / 仮面ライダーナイト 役

### インターネット番組
- Net-Tv 「松田悟志の遊びにおいでヨ!」（2003年3月27日 - 9月26日） - 主演・レギュラーMC
- ニコニコ生放送「松田悟志のガットインTV」（たこ焼きトークバラエティ、2020年6月27日 - 毎月2回生放送中、ニコニコチャンネル） - 主演・レギュラーMC、たこ焼き職人[113]
- 松田悟志 ART CHANNEL 「松田悟志のアートな夜」 - 主演・アーティスト
  - プレ配信（2020年12月16日、TwitterLive）[114]
  - 第一夜 - （2020年12月22日 - 不定期配信中、YouTube）[115]
- 松田悟志 公式釣りチャンネル「 fishing ride」（2021年6月22日 - 不定期配信中、YouTube） - 主演・釣り人[116]
- 丘みどり「スナックみどり ＃15 」（2023年10月10日、ニコニコチャンネルプラス） - ゲスト[117]
- 松田センパイのリクエスト画廊（NATSLIVE）
  - 松田悟志SPアート #1（2024年3月13日） - 主演・アーティスト[118]
  - 松田センパイのリクエスト画廊 #2 - #13（2024年4月23日 - 2025年3月13日、毎月1回、不定期生配信） - 主演・アーティスト、レギュラー
  - 松田センパイのリクエスト画廊 #14 - #16（2025年4月9日 - 2025年6月10日、毎月1回、有観客、不定期生配信）- 主演・アーティスト、レギュラー[119]

### バラエティ・情報番組
- あさカフェ（2002年10月6日 - 12月29日、関西テレビ） - ナビゲーター
- 北海道のうた 「空の風力計」（2003年06月17日、NHK総合）- 歌・PV出演[120]
- 抱きしめたいっ!（2006年1月5日・12日、日本テレビ）
- GO!GO!アッキーナ「桃子、夏に、走る。」（2008年7月29日、放送作家：内村宏幸 回、テレビ東京系列）[121]
- ギアステーション 第132回 - 第635回（2008年10月3日 - 2019年3月30日、スカパー! 釣りビジョン） - レギュラーMC[122][123]
- BBブラザーズ（2010年6月20日 - 2019年11月26日、全29回、スカパー! 釣りビジョン） - 主演・レギュラー[124]
- 祝女〜shukujo〜（NHK総合） - ゲスト[125]
  - 「シーズン1 VOL.1」（2010年1月10日）
  - 「シーズン1 VOL.5」（2010年2月14日）
  - 「シーズン1 VOL.8」（2010年3月07日）
  - 「シーズン2 VOL.2」（2010年10月07日）
  - 「シーズン2 VOL.7」（2010年11月11日）
  - 「シーズン2 VOL.8」（2010年11月18日）
  - 「シーズン2 VOL.16」（2011年2月03日）
  - 「シーズン2 VOL.18」（2011年2月17日）
  - 「シーズン3 VOL.9」（2011年12月24日）
  - 「シーズン3 VOL.10」（2012年1月14日）
  - 「シーズン3 VOL.11」（2012年1月21日）
- 鶴瓶のスジナシ!（2012年9月12日、中部日本放送） - ゲスト
- のんびりゆったり路線バスの旅（NHK総合） - 旅人
  - 「ぐる〜り! 富士山」（2011年6月18日）
  - 「夏 下北半島を北へ」（2011年9月3日）
  - 「路線バスの旅スペシャル」（2011年12月2日）
  - 「北の冬支度 襟裳岬まで」（2011年12月10日）
  - 「冬の奥琵琶湖をめぐる」（2012年2月4日）
  - 「オホーツク 流氷の海をめざして」（2012年3月3日）
  - 「もう一度行きたい！会いたい！スペシャル」（2012年3月30日）
  - 「天草の潮風に吹かれて」（2012年4月28日）
  - 「のんびりゆったり 路線バスの旅スペシャル “ふるさと”に会いたい」（2012年8月17日）
  - 「本州最西端　海辺の町をゆく〜山口・下関〜」（2012年9月29日）
  - 「錦秋の奥会津　尾瀬をめざして」（2012年12月15日）
  - 「男前 北へ南へふたり旅スペシャル」（2013年3月22日）
  - 「湧水と新緑に誘われて〜長崎 島原半島〜」（2013年6月16日）
- 歴史秘話ヒストリア 「遍路は続くよどこまでも～四国八十八か所霊場 １２００年の物語～」（2014年11月12日、NHK総合）[126]- ヒストリアン、空海役
- 日本の名峰・絶景探訪（BS-TBS）- 旅人[127]
  - #96「宝剣岳 雪の舞 冬の陣」（2016年1月9日）[128]
  - #101「石鎚山 祈りの鎖場」（2016年3月12日）[129]
- TOKYOディープ!（NHKデジタル衛星ハイビジョン）- レポーター
  - 「下町の王様 千住」（2015年7月6日）[130]
  - 「来る者を拒まない街 松戸」（2015年10月5日）[131]
  - 「男気あふれる蔵の街 川越」（2016年1月18日）[132]
  - 「魅惑の万華鏡 千葉・栄町」（2016年3月21日）[133]
  - 「“千葉の渋谷”柏の宝物」（2016年5月23日）[134]
  - 「宇宙に続く街！？大宮」（2016年9月26日）[135]
  - 「市場だけじゃない豊洲」（2017年9月4日）[136]
  - 「未来都市・南千住 知られざる歴史」（2018年2月19日）[137]
  - 「本当はヤバくない綾瀬」（2018年9月3日）[138]
  - 「戸越銀座 人気商店街 活気のヒミツ」（2019年2月11日）[139]
- 釣りびと万歳（NHKデジタル衛生ハイビジョン、NHK BSプレミアム4K、NHK BSプレミアム、NHK総合） - 釣りびと
  - 「冬の能登 旬のザブトンガレイを狙え～松田悟志 石川・七尾へ～」（2014年03月18日、NHKデジタル衛生ハイビジョン）[140]
  - 「ブリに主導権を渡さずに釣り上げろ！～松田悟志 福岡・玄界灘へ」（2017年12月17日、NHKデジタル衛生ハイビジョン）[141]
  - 「鋭い歯に要注意！寒ザワラに挑む～松田悟志 神奈川・小田原へ～」（2019年01月27日、NHKデジタル衛生ハイビジョン）[142]
  - 「海の宝石 アカハタを釣り上げろ！～松田悟志 千葉・鴨川～」（2020年08月16日、NHK BSプレミアム）[143]
  - 「しゃくって狙え！大物シマアジ～松田悟志 千葉・南房総～」（2022年7月24日、NHK BSプレミアム）[144]
  - スペシャル「ご当地釣りで“王様”に挑む～マギー審司＆松田悟志 和歌山県～」（2023年02月12日、NHK BSプレミアム）[145]
  - 「出でよ神龍！巨大タチウオに挑む～松田悟志 鹿児島・錦江湾～」（2023年09月24日、NHK BSプレミアム）[146]
  - 「“百魚の王”モンスターマダイに挑む！〜松田悟志 福井・坂井〜」 （2024年10月28日、NHK BSP4K / 2024年11月10日、NHK BSP）[147]
- 遠くへ行きたい（2021年1月21日、読売テレビ、日本テレビ系）- 旅人[148]
- 猫のひたいほどワイド（2020年3月30日 - 2021年3月22日、テレビ神奈川） - 月曜MC・レギュラー
- プレバト!!（不定期出演、MBSテレビ） - 「色鉛筆 一斉査定」名人5段、「水彩画 一斉査定」特待生2級、ゲスト
  - 色鉛筆『たこ焼き』（2020年5月7日、特待生）
  - 水彩画『青春』（2020年5月21日、お題：体育館、特待生）
  - スプレーアート（2020年9月24日）
  - 色鉛筆『エクレア』（2020年11月19日、特待生1級）
  - 水彩画（2021年1月21日、特待生5級）
  - 色鉛筆『火花が飛び散る瞬間のケーキ』（2023年12月14日、名人2級）
  - 水彩画『早春に羽ばたく』（2024年3月7日、特待生4級）
  - 色鉛筆『米を砥ぐ瞬間』（2024年4月25日、名人4段）[149]
  - 水彩画『麻布台ヒルズ』（2024年5月23日、特待生2級）
  - 3時間スペシャル 冬の水彩画コンクール2025『緑の水景』（2025年1月16日、お題：ネイチャーアクアリウム、初挑戦、優勝）
  - 色鉛筆 『カップ焼きそばの香り』（2025年2月20日、名人5段）[150]
  - 2時間スペシャル 色鉛筆コンクール2025  『トリプルカレーセット＆マンゴーラッシー』（2025年3月13日、第5位）[151]
  - 水彩画（2025年5月8日、特待生2級現状維持）
  - 2時間スペシャル 水彩画 美味しそうに食べる人 絵画コンクール『私のマルゲリータ』（2025年5月29日、優勝・2連覇)
  - 2時間スペシャル 色鉛筆 大好きな店 絵画コンクール『どうだ、うまいだろ』（2025年6月26日、第3位）[152]
  - 第500回放送記念3時間スペシャル 水彩画コンクール『晴天に打つ』（2025年8月14日、第4位）[153]
- ひるポチッ！（2024年3月11日、群馬テレビ） - ゲスト

### WEB/モバイル/音声コンテンツ
- 携帯電話・PHS向け 音声情報提供サービス / NTTドコモ 新世紀怪奇ダイヤル「浮遊物」（1999年12月3日 - 17日） - 亮一 役
- 宣材素材提供サービス「Skettt.」松田悟志（2022年3月23日、株式会社Wunderbar） - モデル[154][155]
- シチュエーションボイス「リアルリップボイス-松田悟志-」（2024年12月13日、音声DLカード、株式会社July） - サトシ 役
  - アニメイト通販 特典付き：DLカード「羊を数えて寝かしつけて」（DLカード2枚・本編+特典）
  - ステラワース 特典付き：複製サイン付きL版ブロマイド「笑顔」ver.
  - Amazon 特典付き：複製サイン付きL版ブロマイド「バイノーラルマイク」ver.
  - 通常盤[156]

## ディスコグラフィ

### シングル
|                                          | 発売日                                   | タイトル                                 | 規格品番 / 歌                            | 収録曲                                   | 収録曲                                   | 作詞                                     | 作曲                                     | 編曲                                     | 仕様・備考                                                                              |
| SOUND MISSION (Matsuda Labolution Label) | SOUND MISSION (Matsuda Labolution Label) | SOUND MISSION (Matsuda Labolution Label) | SOUND MISSION (Matsuda Labolution Label) | SOUND MISSION (Matsuda Labolution Label) | SOUND MISSION (Matsuda Labolution Label) | SOUND MISSION (Matsuda Labolution Label) | SOUND MISSION (Matsuda Labolution Label) | SOUND MISSION (Matsuda Labolution Label) | SOUND MISSION (Matsuda Labolution Label)                                                |
| ---------------------------------------- | ---------------------------------------- | ---------------------------------------- | ---------------------------------------- | ---------------------------------------- | ---------------------------------------- | ---------------------------------------- | ---------------------------------------- | ---------------------------------------- | --------------------------------------------------------------------------------------- |
| 1                                        | 2002年12月4日                            | DISTANCE                                 | MLZ-0001                                 | 1.                                       | 追憶                                     | 松田悟志 (Talk Part words：崎谷健次郎)   | 崎谷健次郎                               | 崎谷健次郎                               | MAXI SINGLE 特典映像（CDエクストラ）内容：オフショット映像                              |
| 1                                        | 2002年12月4日                            | DISTANCE                                 | MLZ-0001                                 | 2.                                       | DISTANCE                                 | 崎谷健次郎                               | 崎谷健次郎                               | 崎谷健次郎                               | MAXI SINGLE 特典映像（CDエクストラ）内容：オフショット映像                              |
| 1                                        | 2002年12月4日                            | DISTANCE                                 | MLZ-0001                                 | 3.                                       | I WISH                                   | 松田悟志 / 崎谷健次郎                    | 崎谷健次郎                               | 崎谷健次郎                               | MAXI SINGLE 特典映像（CDエクストラ）内容：オフショット映像                              |
| 1                                        | 2002年12月4日                            | DISTANCE                                 | MLZ-0001                                 | 4.                                       | DISTANCE（BACKING TRACK）                | 崎谷健次郎                               | 崎谷健次郎                               | 崎谷健次郎                               | MAXI SINGLE 特典映像（CDエクストラ）内容：オフショット映像                              |
| インターチャネル                         |                                          |                                          |                                          |                                          |                                          |                                          |                                          |                                          |                                                                                         |
| 2                                        | 2006年2月8日                             | Destiny                                  | NECM-12112                               | 1.                                       | Destiny                                  | 崎谷健次郎                               | 崎谷健次郎                               | 崎谷健次郎                               | MAXI SINGLE 1.「乙女的恋革命 ラブレボ!!」エンディングテーマ                             |
| 2                                        | 2006年2月8日                             | Destiny                                  | NECM-12112                               | 2.                                       | pillow talk                              | 松田悟志                                 | C・O・N                                  | C・O・N                                  | MAXI SINGLE 1.「乙女的恋革命 ラブレボ!!」エンディングテーマ                             |
| 2                                        | 2006年2月8日                             | Destiny                                  | NECM-12112                               | 3.                                       | Destiny（instrumental）                  | 崎谷健次郎                               | 崎谷健次郎                               | 崎谷健次郎                               | MAXI SINGLE 1.「乙女的恋革命 ラブレボ!!」エンディングテーマ                             |
| 2                                        | 2006年2月8日                             | Destiny                                  | NECM-12112                               | 4.                                       | Pillow talk（instrumental）              | 松田悟志                                 | C・O・N                                  | C・O・N                                  | MAXI SINGLE 1.「乙女的恋革命 ラブレボ!!」エンディングテーマ                             |
| 幽閉カタルシス × 松田悟志（仮面の騎士）  |                                          |                                          |                                          |                                          |                                          |                                          |                                          |                                          |                                                                                         |
| 3                                        | 2022年4月22日                            | 願いの最果て                             | Marcia、松田悟志                         | 1.                                       | 願いの最果て                             | Marcia                                   | 魔王                                     | 神奈森ユウ                               | 仮面の騎士 1stシングル （M3春、BOOTH、同人CD） オリジナル小説「仮面の騎士」テーマソング |
| 3                                        | 2022年4月22日                            | 願いの最果て                             | Marcia、松田悟志                         | 2.                                       | 願いの最果て（Instrumental）             | Marcia                                   | 魔王                                     | 神奈森ユウ                               | 仮面の騎士 1stシングル （M3春、BOOTH、同人CD） オリジナル小説「仮面の騎士」テーマソング |
| 4                                        | 2022年8月13日                            | 明日への翼 〜仮面ライダーのなり方〜      | 松田悟志                                 | 1.                                       | 明日への翼                               | 松田悟志                                 | 魔王                                     | 神奈森ユウ                               | 仮面の騎士 2ndシングル （BOOTH、同人CD） 自叙伝小説「仮面ライダーのなり方」テーマソング |
| 4                                        | 2022年8月13日                            | 明日への翼 〜仮面ライダーのなり方〜      | 松田悟志                                 | 2.                                       | 明日への翼 （Instrumental）              | 松田悟志                                 | 魔王                                     | 神奈森ユウ                               | 仮面の騎士 2ndシングル （BOOTH、同人CD） 自叙伝小説「仮面ライダーのなり方」テーマソング |
| 5                                        | 2023年4月30日                            | 騎士の如く                               | 松田悟志                                 | 1.                                       | 騎士の如く                               | Marcia                                   | 無免ライダー                             | -                                        | 仮面の騎士 4thシングル （BOOTH、同人CD） オリジナル小説「仮面の騎士」イメージソング     |
| 5                                        | 2023年4月30日                            | 騎士の如く                               | 松田悟志                                 | 2.                                       | Last one                                 | Marcia                                   | 無免ライダー                             | -                                        | 仮面の騎士 4thシングル （BOOTH、同人CD） オリジナル小説「仮面の騎士」イメージソング     |
| 5                                        | 2023年4月30日                            | 騎士の如く                               | 松田悟志                                 | 3.                                       | 騎士の如く （Instrumental）              | -                                        | 無免ライダー                             | -                                        | 仮面の騎士 4thシングル （BOOTH、同人CD） オリジナル小説「仮面の騎士」イメージソング     |
| 5                                        | 2023年4月30日                            | 騎士の如く                               | 松田悟志                                 | 4.                                       | Last one （Instrumental）                | -                                        | 無免ライダー                             | -                                        | 仮面の騎士 4thシングル （BOOTH、同人CD） オリジナル小説「仮面の騎士」イメージソング     |
| 6                                        | 2023年8月13日                            | incorrect                                | 松田悟志                                 | 1.                                       | incorrect                                | Marcia                                   | 無免ライダー                             | -                                        | 仮面の騎士 5thシングル （BOOTH、同人CD） オリジナル小説「仮面の騎士」イメージソング     |
| 6                                        | 2023年8月13日                            | incorrect                                | 松田悟志                                 | 2.                                       | 二人、夏の夢                             | Marcia                                   | 魔王、キャッツ                           | -                                        | 仮面の騎士 5thシングル （BOOTH、同人CD） オリジナル小説「仮面の騎士」イメージソング     |
| 6                                        | 2023年8月13日                            | incorrect                                | 松田悟志                                 | 3.                                       | incorrect （Instrumental）               | -                                        | 無免ライダー                             | -                                        | 仮面の騎士 5thシングル （BOOTH、同人CD） オリジナル小説「仮面の騎士」イメージソング     |
| 6                                        | 2023年8月13日                            | incorrect                                | 松田悟志                                 | 4.                                       | 二人、夏の夢 （Instrumental）            | -                                        | 魔王、キャッツ                           | -                                        | 仮面の騎士 5thシングル （BOOTH、同人CD） オリジナル小説「仮面の騎士」イメージソング     |

### アルバム
|                                          | 発売日                                   | タイトル                                 | 規格品番 / 歌                                      | 収録曲                                   | 収録曲                                   | 作詞                                     | 作曲                                     | 編曲                                     | 仕様・備考 |
| SOUND MISSION (Matsuda Labolution Label) | SOUND MISSION (Matsuda Labolution Label) | SOUND MISSION (Matsuda Labolution Label) | SOUND MISSION (Matsuda Labolution Label)           | SOUND MISSION (Matsuda Labolution Label) | SOUND MISSION (Matsuda Labolution Label) | SOUND MISSION (Matsuda Labolution Label) | SOUND MISSION (Matsuda Labolution Label) | SOUND MISSION (Matsuda Labolution Label) | SOUND MISSION (Matsuda Labolution Label) |
| ---------------------------------------- | ---------------------------------------- | ---------------------------------------- | -------------------------------------------------- | ---------------------------------------- | ---------------------------------------- | ---------------------------------------- | ---------------------------------------- | ---------------------------------------- | --- |
| 1                                        | 2003年7月16日                            | Cobalt                                   | MLA-001（初回限定版） / MLA-002（通常版） 松田悟志 | 1.                                       | 空の風力計                               | 田口俊                                   | 崎谷健二郎                               | 崎谷健二郎                               | 1stアルバム 1.NHK『北海道のうた』イメージソング 4.NTV系『THEワイド』エンディングテーマ                                                                            |
| 1                                        | 2003年7月16日                            | Cobalt                                   | MLA-001（初回限定版） / MLA-002（通常版） 松田悟志 | 2.                                       | DISTANCE                                 | 崎谷健二郎                               | 崎谷健二郎                               | 崎谷健二郎                               | 1stアルバム 1.NHK『北海道のうた』イメージソング 4.NTV系『THEワイド』エンディングテーマ                                                                            |
| 1                                        | 2003年7月16日                            | Cobalt                                   | MLA-001（初回限定版） / MLA-002（通常版） 松田悟志 | 3.                                       | 紺碧の風                                 | 松田悟志                                 | 崎谷健二郎                               | 崎谷健二郎                               | 1stアルバム 1.NHK『北海道のうた』イメージソング 4.NTV系『THEワイド』エンディングテーマ                                                                            |
| 1                                        | 2003年7月16日                            | Cobalt                                   | MLA-001（初回限定版） / MLA-002（通常版） 松田悟志 | 4.                                       | SMILE 〜笑顔の君へ〜                     | 松田悟志                                 | 崎谷健二郎                               | 崎谷健二郎                               | 1stアルバム 1.NHK『北海道のうた』イメージソング 4.NTV系『THEワイド』エンディングテーマ                                                                            |
| 1                                        | 2003年7月16日                            | Cobalt                                   | MLA-001（初回限定版） / MLA-002（通常版） 松田悟志 | 5.                                       | TABOO                                    | 崎谷健二郎                               | 崎谷健二郎                               | 崎谷健二郎                               | 1stアルバム 1.NHK『北海道のうた』イメージソング 4.NTV系『THEワイド』エンディングテーマ                                                                            |
| 1                                        | 2003年7月16日                            | Cobalt                                   | MLA-001（初回限定版） / MLA-002（通常版） 松田悟志 | 6.                                       | I WISH                                   | 松田悟志 / 崎谷健二郎                    | 崎谷健二郎                               | 崎谷健二郎                               | 1stアルバム 1.NHK『北海道のうた』イメージソング 4.NTV系『THEワイド』エンディングテーマ                                                                            |
| 1                                        | 2003年7月16日                            | Cobalt                                   | MLA-001（初回限定版） / MLA-002（通常版） 松田悟志 | 7.                                       | 朝焼けの帰り道                           | 松田悟志                                 | 崎谷健二郎                               | 崎谷健二郎                               | 1stアルバム 1.NHK『北海道のうた』イメージソング 4.NTV系『THEワイド』エンディングテーマ                                                                            |
| 1                                        | 2003年7月16日                            | Cobalt                                   | MLA-001（初回限定版） / MLA-002（通常版） 松田悟志 | 8.                                       | NIGHT 〜夜は千の目を持ってる〜           | 田口俊                                   | 崎谷健二郎                               | 崎谷健二郎                               | 1stアルバム 1.NHK『北海道のうた』イメージソング 4.NTV系『THEワイド』エンディングテーマ                                                                            |
| 2                                        | 2005年7月22日                            | ON                                       | MLA-003 / 松田悟志                                 | 1.                                       | HILLSIDE PARK                            | 崎谷健二郎                               | 崎谷健二郎                               | 崎谷健二郎                               | ミニアルバム 2. 映画『一生の？お願い』主題歌 4. PS2『乙女的恋革命 ラブレボ!!』エンディングテーマ 6.同タイトル（1999年、崎谷健二郎、MOONLIGHTING RECORDS）のカバー |
| 2                                        | 2005年7月22日                            | ON                                       | MLA-003 / 松田悟志                                 | 2.                                       | off                                      | 谷口俊                                   | 崎谷健二郎                               | 崎谷健二郎                               | ミニアルバム 2. 映画『一生の？お願い』主題歌 4. PS2『乙女的恋革命 ラブレボ!!』エンディングテーマ 6.同タイトル（1999年、崎谷健二郎、MOONLIGHTING RECORDS）のカバー |
| 2                                        | 2005年7月22日                            | ON                                       | MLA-003 / 松田悟志                                 | 3.                                       | case-by-case                             | 谷口俊                                   | 崎谷健二郎                               | 崎谷健二郎                               | ミニアルバム 2. 映画『一生の？お願い』主題歌 4. PS2『乙女的恋革命 ラブレボ!!』エンディングテーマ 6.同タイトル（1999年、崎谷健二郎、MOONLIGHTING RECORDS）のカバー |
| 2                                        | 2005年7月22日                            | ON                                       | MLA-003 / 松田悟志                                 | 4.                                       | Destiny                                  | 崎谷健二郎                               | 崎谷健二郎                               | 崎谷健二郎                               | ミニアルバム 2. 映画『一生の？お願い』主題歌 4. PS2『乙女的恋革命 ラブレボ!!』エンディングテーマ 6.同タイトル（1999年、崎谷健二郎、MOONLIGHTING RECORDS）のカバー |
| 2                                        | 2005年7月22日                            | ON                                       | MLA-003 / 松田悟志                                 | 5.                                       | 通り雨と君への想い                       | 松田悟志                                 | 崎谷健二郎                               | 崎谷健二郎                               | ミニアルバム 2. 映画『一生の？お願い』主題歌 4. PS2『乙女的恋革命 ラブレボ!!』エンディングテーマ 6.同タイトル（1999年、崎谷健二郎、MOONLIGHTING RECORDS）のカバー |
| 2                                        | 2005年7月22日                            | ON                                       | MLA-003 / 松田悟志                                 | 6.                                       | Love is… beautiful                       | 崎谷健二郎                               | 崎谷健二郎                               | 崎谷健二郎                               | ミニアルバム 2. 映画『一生の？お願い』主題歌 4. PS2『乙女的恋革命 ラブレボ!!』エンディングテーマ 6.同タイトル（1999年、崎谷健二郎、MOONLIGHTING RECORDS）のカバー |
| 幽閉カタルシス × 松田悟志（仮面の騎士）  |                                          |                                          |                                                    |                                          |                                          |                                          |                                          |                                          | |
| 3                                        | 2022年12月30日                           | 約束の場所へ                             | Marcia、松田悟志                                   | 1.                                       | 願いの最果て                             | Marcia                                   | 魔王                                     | 神奈森ユウ                               | 仮面の騎士 1stアルバム （BOOTH、同人CD） |
| 3                                        | 2022年12月30日                           | 約束の場所へ                             | 松田悟志                                           | 2.                                       | 君がいるから                             | Marcia                                   | 魔王                                     | 神奈森ユウ                               | 仮面の騎士 1stアルバム （BOOTH、同人CD） |
| 3                                        | 2022年12月30日                           | 約束の場所へ                             | Marcia                                             | 3.                                       | 君がいるから                             | Marcia                                   | 魔王                                     | 神奈森ユウ                               | 仮面の騎士 1stアルバム （BOOTH、同人CD） |
| 3                                        | 2022年12月30日                           | 約束の場所へ                             | 松田悟志                                           | 4.                                       | 明日への翼〜仮面ライダーのなり方〜       | 松田悟志                                 | 魔王                                     | 神奈森ユウ                               | 仮面の騎士 1stアルバム （BOOTH、同人CD） |
| 3                                        | 2022年12月30日                           | 約束の場所へ                             | 松田悟志                                           | 5.                                       | 約束の場所へ                             | 松田悟志                                 | 魔王                                     | 神奈森ユウ                               | 仮面の騎士 1stアルバム （BOOTH、同人CD） |
| 3                                        | 2022年12月30日                           | 約束の場所へ                             | -                                                  | Bonus Track                              | 約束の場所へ（Instrumental）             | -                                        | 魔王                                     | 神奈森ユウ                               | 仮面の騎士 1stアルバム （BOOTH、同人CD） |
| 4                                        | 2023年12月30日                           | 軌跡                                     | 松田悟志                                           | 1.                                       | 代償                                     | Marcia                                   | 魔王、無免ライダー                       | -                                        | 仮面の騎士 2ndアルバム （BOOTH、同人CD） |
| 4                                        | 2023年12月30日                           | 軌跡                                     | 松田悟志                                           | 2.                                       | 騎士の如く                               | Marcia                                   | 無免ライダー                             | -                                        | 仮面の騎士 2ndアルバム （BOOTH、同人CD） |
| 4                                        | 2023年12月30日                           | 軌跡                                     | 松田悟志                                           | 3.                                       | BAR KNIGHT                               | Marcia                                   | 魔王、無免ライダー                       | -                                        | 仮面の騎士 2ndアルバム （BOOTH、同人CD） |
| 4                                        | 2023年12月30日                           | 軌跡                                     | 松田悟志                                           | 4.                                       | 二人、夏の夢                             | Marcia                                   | 魔王、キャッツ                           | -                                        | 仮面の騎士 2ndアルバム （BOOTH、同人CD） |
| 4                                        | 2023年12月30日                           | 軌跡                                     | 松田悟志                                           | 5.                                       | Last one                                 | Marcia                                   | 無免ライダー                             | -                                        | 仮面の騎士 2ndアルバム （BOOTH、同人CD） |
| 4                                        | 2023年12月30日                           | 軌跡                                     | 松田悟志                                           | 6.                                       | incorrect                                | Marcia                                   | 無免ライダー                             | -                                        | 仮面の騎士 2ndアルバム （BOOTH、同人CD） |
| 4                                        | 2023年12月30日                           | 軌跡                                     | -                                                  | 7.-12.                                   | 1. - 6.の（lnstrumental）                | -                                        | 1. - 6.を参照                            | -                                        | 仮面の騎士 2ndアルバム （BOOTH、同人CD） |

### タイアップ曲
| 楽曲                | タイアップ                                          | 時期   |
| ------------------- | --------------------------------------------------- | ------ |
| 空の風力計          | NHK『北海道のうた』イメージソング                   | 2003年 |
| Smile〜笑顔の君へ〜 | NTV系『THEワイド』エンディングテーマ                | 2003年 |
| off                 | 映画『一生の？お願い』主題歌                        | 2005年 |
| Destiny             | ゲーム『乙女的恋革命★ラブレボ!!』エンディングテーマ | 2006年 |

### キャラクターソング
| 発売日        | タイトル                  | 楽曲           | 歌                                   | 備考                                                        |
| ------------- | ------------------------- | -------------- | ------------------------------------ | ----------------------------------------------------------- |
| 2002年6月19日 | 仮面ライダー龍騎 ブックCD | Lonely Soldier | 秋山蓮（松田悟志）                   | テレビドラマ『仮面ライダー龍騎』挿入歌                      |
| 2010年6月23日 | ANOTHER WORLD             | ANOTHER WORLD  | キット（鈴木達央）、レン（松田悟志） | テレビドラマ『KAMEN RIDER DRAGON KNIGHT』エンディングテーマ |
| 2010年6月23日 | ANOTHER WORLD             | ANOTHER WORLD  | レン（松田悟志）                     | テレビドラマ『KAMEN RIDER DRAGON KNIGHT』関連曲             |

### 参加作品
|                                         | 発売日         | タイトル                                                                 | 規格品番 / 歌                                                                 | 収録曲        | 収録曲        | 収録曲                                              | 作詞                                   | 作曲          | 編曲                 | 仕様                                                                  |
| SOUND MISSION                           | SOUND MISSION  | SOUND MISSION                                                            | SOUND MISSION                                                                 | SOUND MISSION | SOUND MISSION | SOUND MISSION                                       | SOUND MISSION                          | SOUND MISSION | SOUND MISSION        | SOUND MISSION                                                         |
| --------------------------------------- | -------------- | ------------------------------------------------------------------------ | ----------------------------------------------------------------------------- | ------------- | ------------- | --------------------------------------------------- | -------------------------------------- | ------------- | -------------------- | --------------------------------------------------------------------- |
| 1                                       | 2004年12月8日  | act4 / ベッキー、酒井法子、塚本高史、松田悟志                            | SMLCA-2 / 松田悟志                                                            | 12.           | 12.           | 追憶                                                | 松田悟志 (Talk Part words：崎谷健次郎) | 崎谷健次郎    | 崎谷健次郎           | コンピレーションアルバム （CD）                                       |
| 1                                       | 2004年12月8日  | act4 / ベッキー、酒井法子、塚本高史、松田悟志                            | SMLCA-2 / 松田悟志                                                            | 13.           | 13.           | 朝焼けの帰り道                                      | 松田悟志                               | 崎谷健次郎    | 崎谷健次郎           | コンピレーションアルバム （CD）                                       |
| 1                                       | 2004年12月8日  | act4 / ベッキー、酒井法子、塚本高史、松田悟志                            | SMLCA-2 / 松田悟志                                                            | 14.           | 14.           | NIGHT 〜夜は千の目を持ってる〜                      | 田口俊                                 | 崎谷健次郎    | 崎谷健次郎           | コンピレーションアルバム （CD）                                       |
| 2                                       | 2011年10月19日 | FOREVER FRIENDS 〜心に太陽を！〜                                         | SMLC-0012 / Voice of Sun Music -Sun Music Charity Supporter- （松田悟志、他） | CD            | 1.            | FOREVER FRIENDS 〜心に太陽を！〜                    | HIROSHI                                | HIROSHI       | -                    | 復興支援チャリティーソング （CD+DVD）                                 |
| 2                                       | 2011年10月19日 | FOREVER FRIENDS 〜心に太陽を！〜                                         | SMLC-0012 / Voice of Sun Music -Sun Music Charity Supporter- （松田悟志、他） | CD            | 2.            | FOREVER FRIENDS 〜心に太陽を！〜 オリジナルカラオケ | HIROSHI                                | HIROSHI       | -                    | 復興支援チャリティーソング （CD+DVD）                                 |
| 2                                       | 2011年10月19日 | FOREVER FRIENDS 〜心に太陽を！〜                                         | SMLC-0012 / Voice of Sun Music -Sun Music Charity Supporter- （松田悟志、他） | DVD           | 1.            | All Cast Music Video                                | HIROSHI                                | HIROSHI       | -                    | 復興支援チャリティーソング （CD+DVD）                                 |
| 2                                       | 2011年10月19日 | FOREVER FRIENDS 〜心に太陽を！〜                                         | SMLC-0012 / Voice of Sun Music -Sun Music Charity Supporter- （松田悟志、他） | DVD           | 2.            | メイキング                                          | HIROSHI                                | HIROSHI       | -                    | 復興支援チャリティーソング （CD+DVD）                                 |
| 幽閉カタルシス × 松田悟志（仮面の騎士） |                |                                                                          |                                                                               |               |               |                                                     |                                        |               |                      |                                                                       |
| 3                                       | 2022年10月30日 | 君がいるから                                                             | Marcia                                                                        | 1.            | 1.            | 君がいるから                                        | Marcia                                 | 魔王          | 神奈森ユウ           | 仮面の騎士 3rdシングル （BOOTH、同人CD） ジャケットデザインのみ参加。 |
| 3                                       | 2022年10月30日 | 君がいるから                                                             | Marcia                                                                        | 2.            | 2.            | 君がいるから （Instrumental）                       | Marcia                                 | 魔王          | 神奈森ユウ           | 仮面の騎士 3rdシングル （BOOTH、同人CD） ジャケットデザインのみ参加。 |
| 幽閉サテライト × 松田悟志（仮面の騎士） |                |                                                                          |                                                                               |               |               |                                                     |                                        |               |                      |                                                                       |
| 4                                       | 2023年5月7日   | EXsample63「漢の幽閉サテライト 善悪の頂にある真実 / その神のジレンマに」 | 松田悟志                                                                      | 1.            | 1.            | 善悪の頂にある真実                                  | かませ虎                               | -             | HiZuMi、奥山ナマリ   | （BOOTH、同人CD）                                                     |
| 4                                       | 2023年5月7日   | EXsample63「漢の幽閉サテライト 善悪の頂にある真実 / その神のジレンマに」 | 松田悟志                                                                      | 2.            | 2.            | その神のジレンマに                                  | かませ虎                               | -             | 神奈森ユウ、HiZuMi   | （BOOTH、同人CD）                                                     |
| 4                                       | 2023年5月7日   | EXsample63「漢の幽閉サテライト 善悪の頂にある真実 / その神のジレンマに」 | -                                                                             | 3. - 4.       | 3. - 4.       | 1.-2.の（Instrumental）                             | -                                      | -             | -                    | （BOOTH、同人CD）                                                     |
| 5                                       | 2023年12月31日 | 漢の幽閉サテライト 弍                                                    | -                                                                             | 1. - 6.       | 1. - 6.       | 7.-12.の（Instrumental）                            | -                                      | -             | -                    | （BOOTH、同人CD） Extra Trackへ参加。                                 |
| 5                                       | 2023年12月31日 | 漢の幽閉サテライト 弍                                                    | 松田悟志                                                                      | 7.            | 7.            | 泡沫、哀のまほろば                                  | かませ虎                               | -             | 魔王、馬刺牡蠣タン   | （BOOTH、同人CD） Extra Trackへ参加。                                 |
| 5                                       | 2023年12月31日 | 漢の幽閉サテライト 弍                                                    | 松田悟志                                                                      | 8.            | 8.            | その神のジレンマに                                  | かませ虎                               | -             | 魔王、Ikuo、キャッツ | （BOOTH、同人CD） Extra Trackへ参加。                                 |
| 5                                       | 2023年12月31日 | 漢の幽閉サテライト 弍                                                    | 松田悟志                                                                      | 11.           | 11.           | 善悪の頂にある真実                                  | かませ虎                               | -             | 魔王、Ikuo、キャッツ | （BOOTH、同人CD） Extra Trackへ参加。                                 |
| 5                                       | 2023年12月31日 | 漢の幽閉サテライト 弍                                                    | 松田悟志                                                                      | 12.           | 12.           | 明鏡止水                                            | かませ虎                               | -             | 魔王、馬刺牡蠣タン   | （BOOTH、同人CD） Extra Trackへ参加。                                 |

## 書籍

### 写真集
- 仮面ライダー龍騎 公式アルバム 『NAKED SEVEN』（2002年7月1日、撮影：太田泰輔、角川書店） ISBN 9784048535380 、 ISBN 4048535382[161]
- 劇場版 仮面ライダー龍騎 写真集『ANOTHER FACE』（2002年8月1日、廣済堂出版）ISBN 4331509141, 978-4331509142[162]
- 仮面ライダー龍騎 写真集『Fighting guys』（2002年12月1日、電撃ムックシリーズ、メディアワークス）ISBN 4840222940, 978-4840222945[163]
- 仮面ライダー龍騎 文庫写真集『ナイト as 秋山蓮』（2003年1月10日、双葉社）ISBN 4-575-71236-1[164]
- 松田悟志1st 写真集『bluez』（2003年6月20日、著者・撮影：小林ばく、竹書房） ISBN 4-8124-1217-X[165]
- 『男 アラーキーの裸の顔』（2015年3月25日、著者・撮影：荒木経惟、ダ・ヴィンチBOOKS）ISBN  9784040674919[166]
- 『とらぞう日記〜ただ、カメが寝てるだけのフォトブック〜』（2024年1月21日、著者・撮影：松田悟志、同人誌）[167][168]
- 『とらぞう日記2〜ただカメの日常を綴っただけのフォトブック』（2024年12月14日、著者・撮影：松田悟志、同人誌）[169]

### エッセイ
- 1stフォトエッセイ集『松田ラボ』（2003年5月29日、著者：松田悟志、撮影：松村清秀、益田恵美子、川口憲昭、デジキューブ） ISBN 4-88787-123-6, 9784887871236[170][171]
- 2ndフォトエッセイ集『松田の書』（2005年8月20日、著者：松田悟志、撮影：松村清秀、朝日ソノラマ） ISBN 4-257-03715-6
- 自叙伝小説『仮面ライダーのなり方 〜嘘つきで泣き虫だった僕がナイトになるまで〜』
  - note 版（2021年7月 - 、全50話、著者：松田悟志[172]）
  - 同人誌版（2022年3月 - 、全10巻、著者：松田悟志 / サークル：仮面の騎士[173]）
- フォトブック『WITH 〜俳優になった少年が過ごした25年〜』（2024年12月14日、著者：松田悟志、同人誌）[174]

### オリジナル小説
- 『仮面の騎士』（2022年4月3日 - 、著者：松田悟志 / 仮面の騎士、同人誌）[175][176]